# (34485) 2000 SF128
2000 SF128 (asteroide 34485) é um asteroide da cintura principal. Possui uma excentricidade de 0.12066970 e uma inclinação de 6.22780º.
Este asteroide foi descoberto no dia 24 de setembro de 2000 por LINEAR em Socorro.